# Moulins-Engilbert
Moulins-Engilbert település Franciaországban, Nièvre megyében. Lakosainak száma 1354 fő (2022. január 1.). Moulins-Engilbert Maux, Vandenesse, Limanton, Onlay, Préporché, Saint-Léger-de-Fougeret és Sermages községekkel határos.

## Népesség
A település népességének változása:
| Lakosok száma | 1523 | 1478 | 1480 | 1445 | 1443 | 1445 | 1415 | 1384 | 1354 |
|               | 2013 | 2015 | 2016 | 2017 | 2018 | 2019 | 2020 | 2021 | 2022 |